# Szőke
Szőke é uma vila da Hungria, situada no condado de Baranya. Tem 6,48 km² de área e sua população em 2019 foi estimada em 125 habitantes.